# گلسویل (ویسکانسین)
گلسویل، ویسکانسین  (به انگلیسی: Galesville) شهری در شهرستان ترمپیلو ایالت ویسکانسین است که در سال ۱۹۴۲ بنیان‌گذاری شده‌است. این شهر طبق سرشماری سال ۲۰۱۰ میلادی ۱٬۴۸۱ نفر جمعیت داشته‌است.